# Kościół św. Jakuba w Mogilnie
Kościół farny św. Jakuba w Mogilnie – kościół zbudowany w stylu gotyckim. Usytuowany na skarpie nad Jeziorem Mogileńskim, w Mogilnie.

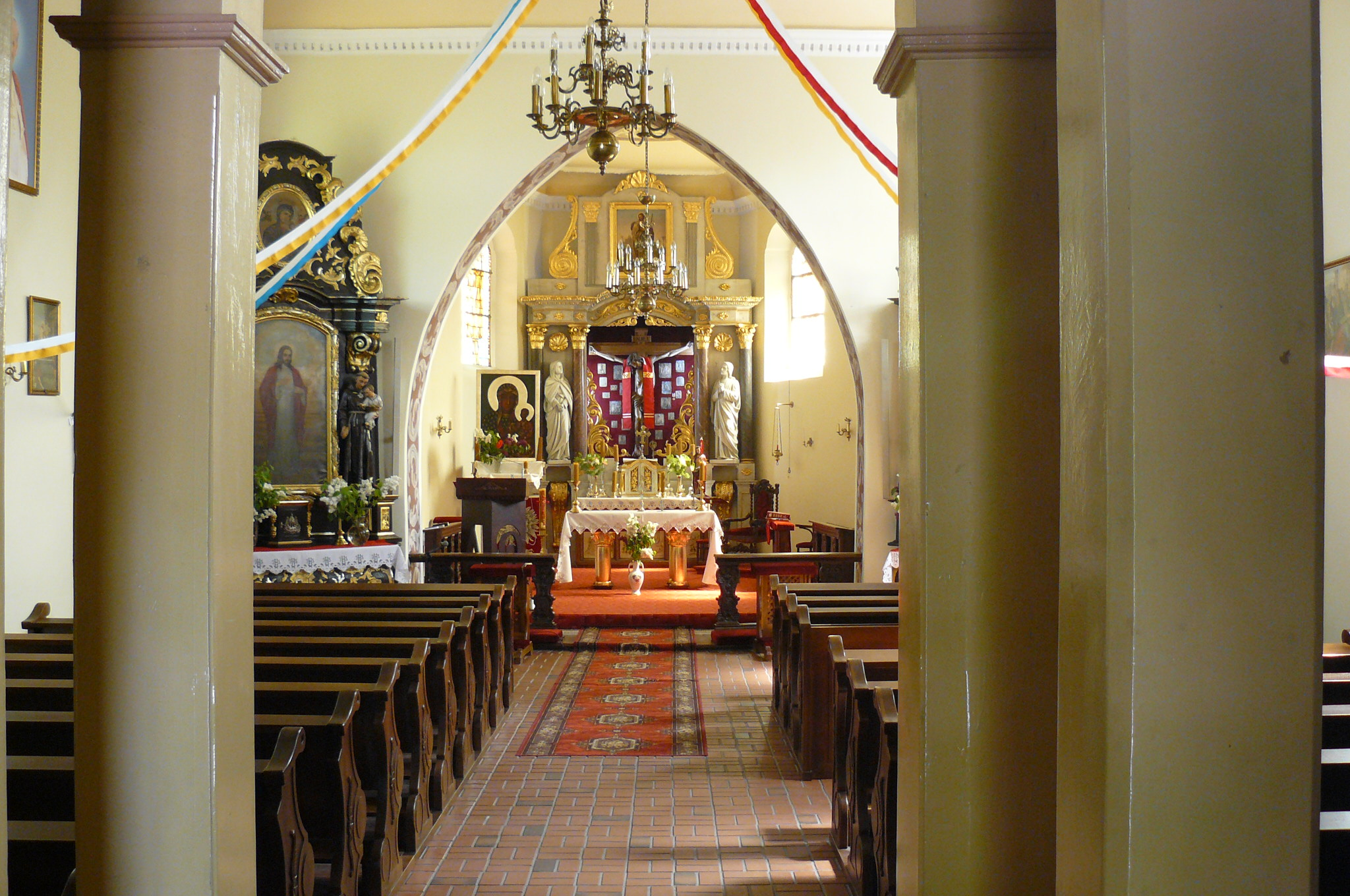
Wnętrze świątyni

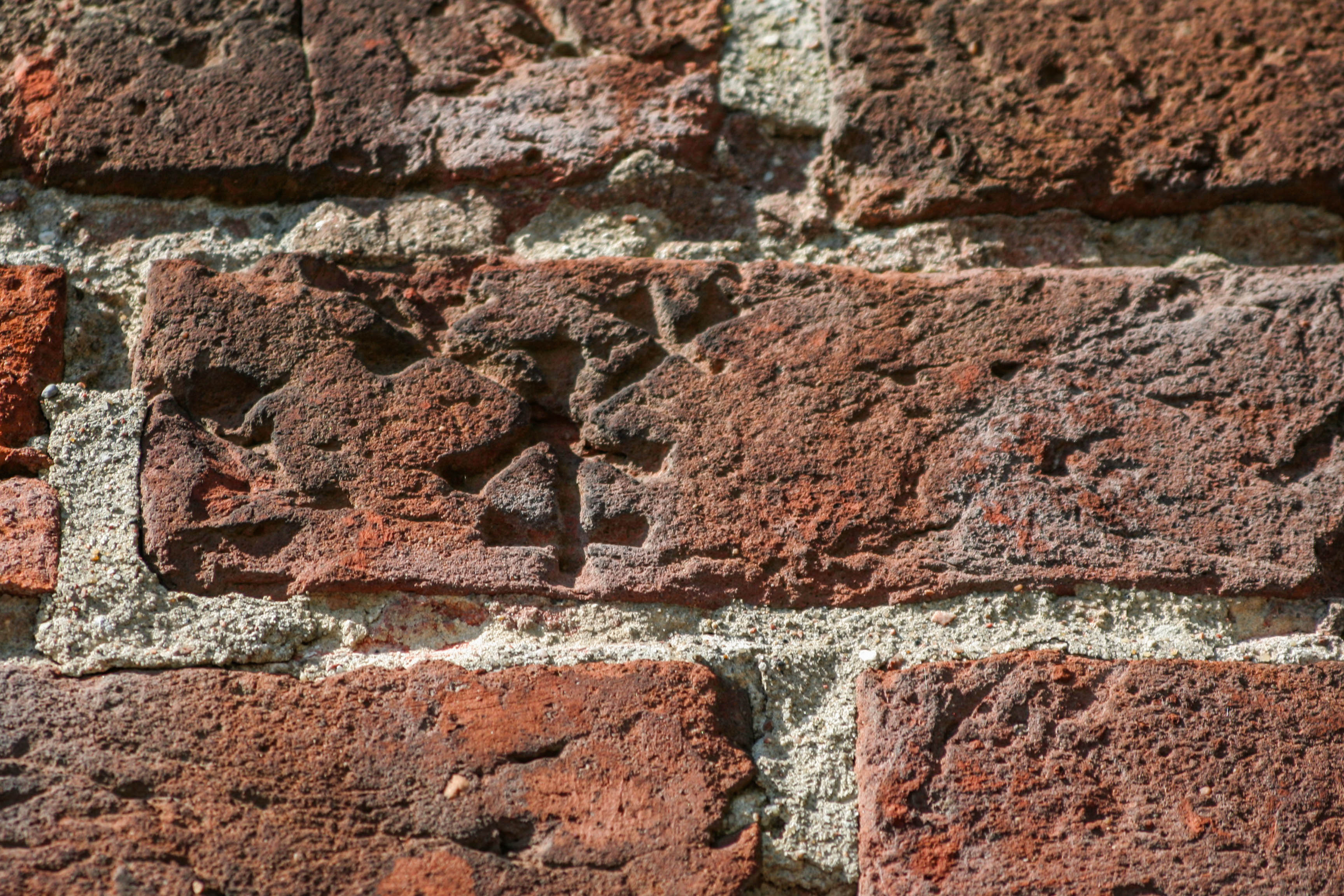
Herb Mogilna wyryty na murze kościoła

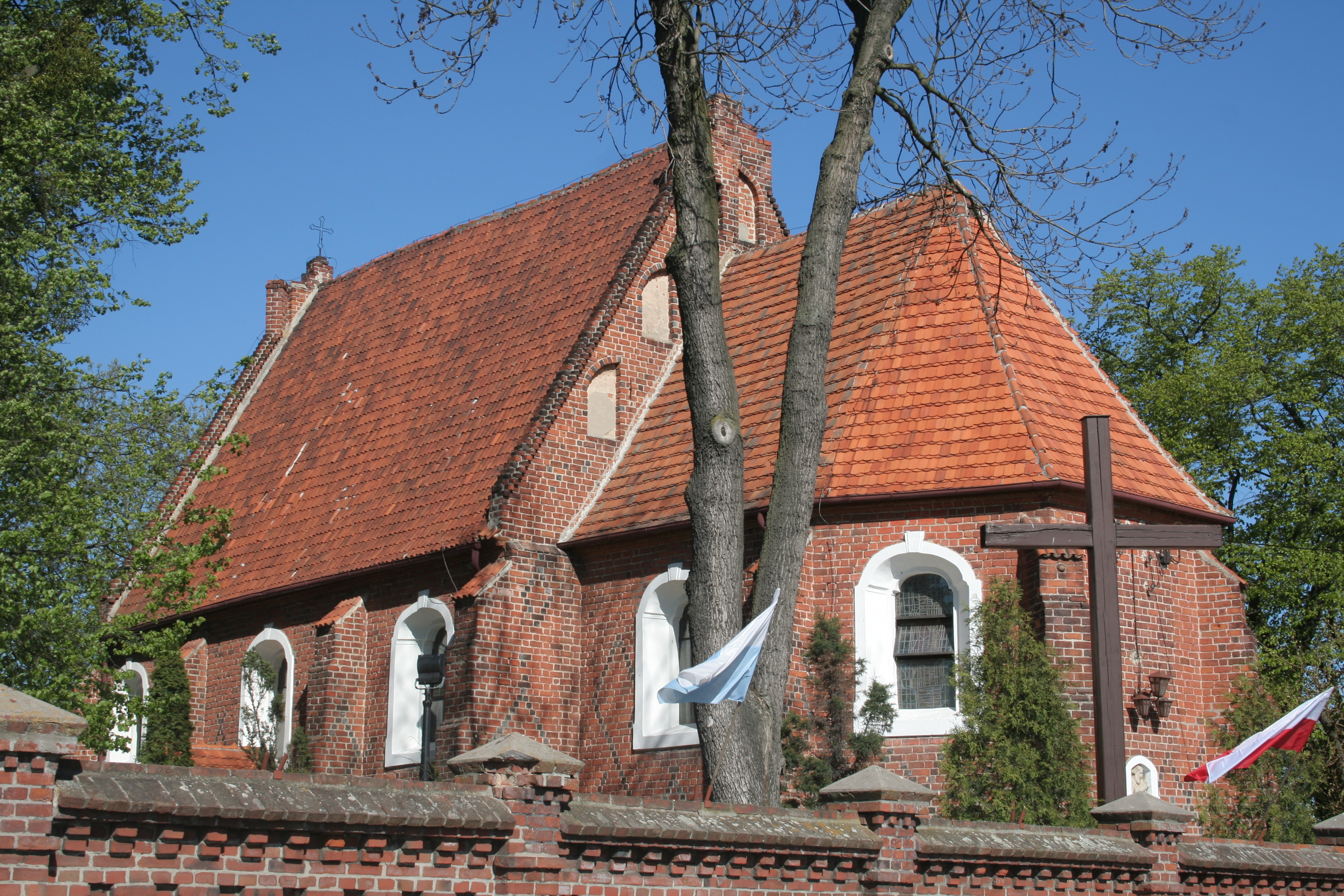

## Historia
Pierwszy kościół św. Jakuba został wzniesiony w Mogilnie w XII wieku z fundacji rycerza Zbyluta z rodu Pałuków. Był kościołem parafialnym najpierw dla osady przyklasztornej, a potem dla miasta (w 1398 r. Władysław Jagiełło nadał Mogilnu prawa miejskie). W 1419 roku arcybiskup gnieźnieński Mikołaj Trąba za zezwoleniem papieża Marcina V przyłączył parafię do klasztoru i obarczył obowiązkami proboszcza (prawdopodobnie chodziło o wzmocnienie klasztoru dochodami z majątku probostwa), ale później księżmi znów byli księża diecezjalni. Obecny kościół został wzniesiony z cegły w 1511 w stylu późnogotyckim. W XVII wieku dobudowano do niego dzwonnicę. Od 1867 r. kościół był świątynią filialną, gdyż parafialnym stał się większy kościół poklasztorny i taka sytuacja utrzymała się do 1925 r. Od tamtego czasu istnieją dwie parafie, które okresowo miały wspólnego proboszcza. W 1937 obok kościoła wzniesiono grotę poświęconą Matce Bożej z Lourdes. Już w roku 2000 kościół przeszedł remont.
Świątynia znajduje się na Drodze św. Jakuba oraz na Szlaku Piastowskim.

## Architektura
Kościół jest orientowany, jednonawowy, z trzema przęsłami i kruchtą przy głównym wejściu z 1839 r. Jedynie nad zakrystią zachowało się sklepienie kolebkowe, pozostałe części świątyni nakrywa płaski strop. Wszystkie okna w świątyni są półokrągłe. Kościół nie ma wieży. Od strony wschodniej znajduje się wydzielone, nieco niższe od nawy prezbiterium. Na nietynkowanych murach zewnętrznych widoczna jest dekoracja z układanych w romby cegieł klinkierowych (zendrówek). Szczyty od strony wschodniej i zachodniej zachowały dekorację z ostrołukowymi blendami. We wnęce na ścianie prezbiterium umieszczono w 1936 r. popiersie patrona (charakterystyczne jest to, że napisano św. Jakób, co dzisiaj jest już błędem ortograficznym). Znajdujący się wyżej napis objaśnia ufundowanie w 1797 r. obrazu do tej wnęki (nie zachował się). Od strony północno-wschodniej, przy skarpie, wmurowana jest malutka tarcza z herbem Szeliga i inicjałami IS; poniżej widać wyryte napisany łacińskie z datą 1511 i herb opactwa, który później stał się herbem Mogilna (trzy skrzyżowane miecze). Inne napisy zostały wyryte w latach 1573 i 1640. Znajdują się przy skarpie od strony południowej. Ponadto od strony ulicy wmurowano dwie kule kamienne używane przez artylerie w okresie staropolskim. 
Wnętrze kryje strop, a prezbiterium od nawy oddziela łuk tęczowy o ostrołukowym kształcie. Najcenniejszym elementem wyposażenia kościelnego jest wykonany w 1511 krucyfiks, uważany za cudowny, dzisiaj znajdujący się na ścianie ołtarzowej, do 1838 r. powieszony był na belce tęczowej. Cenne są również pochodzące z tego samego okresu rzeźby Maryi oraz św. Jana, jak i obraz przedstawiający patrona kościoła. Ołtarze boczne zostały wykonane w 2 poł. XVIII stulecia w stylu rokokowym. W prawym ołtarzu widnieje obraz znajduje się kopia obrazu Matki Boskiej Częstochowskiej, poświęcona w 1994 przez metropolitę Gniezna Henryka Muszyńskiego z końca XIX wieku. Ołtarz główny pochodzi z 1891 r. Z okresu budowy kościoła zachowały się cztery portale gotyckie: z prezbiterium go zakrystii, z nawy do obu krucht oraz na zewnętrznej ścianie północnej - zamurowany. W kruchcie od strony zachodniej znajduje się kamienna kropielnica z początków XVI wieku. Na ścianach znajdują się tablice: z 1995 r. ku czci ks. Piotra Wawrzyniaka w setną rocznicę ruchu ludowego oraz z 1996 r. upamiętniająca 40 rocznicę święceń kapłańskich kardynała Józefa Glempa, którą swą mszę prymicyjną odprawił właśnie w kościele św. Jakuba.

## Otoczenie
- Obok znajduje się dzwonnica z XVIII i XIX wieku gruntownie przekształcona w 1891 r. Na nowej podmurówce umieszczono konstrukcje drewnianą z prześwitem u góry. Wewnątrz znajduje się w niej pośrodku dzwon z płaskorzeźbą Ukrzyżowania i rokiem 1580. Drugi dzwon pochodzi z 1926 r.
- Na terenie kościoła leży lipa drobnolistna mierząca 400 cm. szerokości będąca obecnie pomnikiem przyrody.
- Za murem kościelnym, po jego południowej stronie, na krawędzi skarpy nadjeziornej znajduje się plebania parterowa z I poł. XIX w. Pierwotnie była klasycystyczna, ale po przebudowanie w 1891 r. pozbawiono ją cech stylowych. Umieszczona przy wejściu metalowa plakieta informuje, że plebanii tej mieszkał ks. Piotr Wawrzyniak.